# Élections législatives de 1968 dans le Val-de-Marne
Les élections législatives françaises de 1968 se déroulent les 23 et 30 juin. Dans le département du Val-de-Marne, huit députés sont à élire dans le cadre de huit circonscriptions.

## Élus
| Circonscription                                 | Député sortant                                | Parti | Parti | Député élu ou réélu             | Parti | Parti |
| ----------------------------------------------- | --------------------------------------------- | ----- | ----- | ------------------------------- | ----- | ----- |
| 1re                                             | Marie-Claude Vaillant-Couturier               |       | PCF   | Marie-Claude Vaillant-Couturier |       | PCF   |
| 2e                                              | Fernand Dupuy                                 |       | PCF   | Fernand Dupuy                   |       | PCF   |
| 3e                                              | Georges Gosnat                                |       | PCF   | Georges Gosnat                  |       | PCF   |
| 4e                                              | Alain Griotteray                              |       | RI    | Alain Griotteray                |       | RI    |
| 5e                                              | Gilbert Noël* suppléant de Pierre Billotte    |       | UDR   | Pierre Billotte                 |       | UDR   |
| 6e                                              | René Ithurbide* suppléant de Roland Nungesser |       | UDR   | Roland Nungesser                |       | UDR   |
| 7e                                              | Robert-André Vivien                           |       | UDR   | Robert-André Vivien             |       | UDR   |
| 8e                                              | Jean-Marie Poirier                            |       | UDR   | Jean-Marie Poirier              |       | UDR   |
| * député sortant ne se représentant pas en 1968 |                                               |       |       |                                 |       |       |

## Résultats

### Résultats à l'échelle du département
| Parti          | Parti                                           | Premier tour | Premier tour | Second tour | Second tour | Sièges |
| Parti          | Parti                                           | Voix         | %            | Voix        | %           | Sièges |
| -------------- | ----------------------------------------------- | ------------ | ------------ | ----------- | ----------- | ------ |
|                | Union pour la défense de la République          | 172 180      | 37,36        | 111 290     | 42,77       | 4      |
|                | Républicains indépendants                       | 26 520       | 5,75         | 29 082      | 11,18       | 1      |
|                | Modérés                                         | 4 553        | 0,99         |             |             | 0      |
|                | Union des républicains de progrès               | 203 253      | 44,10        | 140 372     | 53,94       | 5      |
|                |                                                 |              |              |             |             |        |
|                | Section française de l'Internationale ouvrière  | 18 339       | 3,98         |             |             | 0      |
|                | Parti radical                                   | 5 194        | 1,13         | 0           |             |        |
|                | Convention des institutions républicaines       | 3 149        | 0,68         | 0           |             |        |
|                | Fédération de la gauche démocrate et socialiste | 26 682       | 5,79         |             |             | 0      |
|                |                                                 |              |              |             |             |        |
|                | Parti communiste français                       | 146 354      | 31,76        | 119 862     | 46,06       | 3      |
|                | Progrès et démocratie moderne                   | 41 116       | 8,92         | Retrait     | Retrait     | 0      |
|                | Parti socialiste unifié                         | 30 830       | 6,69         |             |             | 0      |
|                | Divers (MPR et TD)                              | 12 633       | 2,74         | 0           |             |        |
|                |                                                 |              |              |             |             |        |
| Inscrits       | Inscrits                                        | 579 799      | 100,00       | 360 265     | 100,00      | 8      |
| Abstentions    | Abstentions                                     | 114 178      | 19,69        | 89 878      | 24,95       |        |
| Votants        | Votants                                         | 465 621      | 80,31        | 270 387     | 75,05       |        |
| Blancs et nuls | Blancs et nuls                                  | 4 753        | 1,02         | 10 153      | 3,75        |        |
| Exprimés       | Exprimés                                        | 460 868      | 98,98        | 260 234     | 96,25       |        |

### Résultats par circonscription

#### Première circonscription (Arcueil - Villejuif - Cachan)
| Candidat                          | Candidat                                        | Parti          | Premier tour | Premier tour | Second tour | Second tour |  |
| Candidat                          | Candidat                                        | Parti          | Voix         | %            | Voix        | %           |  |
| --------------------------------- | ----------------------------------------------- | -------------- | ------------ | ------------ | ----------- | ----------- |  |
|                                   | Marie-Claude Vaillant-Couturier sortante réélue | PCF            | 24 138       | 42,50        | 28 579      | 56,09       |  |
|                                   | Éliane Lavelle                                  | UDR (URP)      | 19 074       | 33,59        | 22 376      | 43,91       |  |
|                                   | André Maigné                                    | CD (PDM)       | 5 869        | 10,33        |             |             |  |
|                                   | Jean Cotereau                                   | FGDS (SFIO)    | 3 415        | 6,01         |             |             |  |
|                                   | Georges Danzart                                 | PSU            | 3 378        | 5,95         |             |             |  |
|                                   | Jean Duby                                       | Divers (TD)    | 915          | 1,61         |             |             |  |
|                                   |                                                 |                |              |              |             |             |  |
| Inscrits                          | Inscrits                                        | Inscrits       | 71 135       | 100,00       | 71 134      | 100,00      |  |
| Abstentions                       | Abstentions                                     | Abstentions    | 13 791       | 19,39        | 18 502      | 26,01       |  |
| Votants                           | Votants                                         | Votants        | 57 344       | 80,61        | 52 632      | 73,99       |  |
| Blancs et nuls                    | Blancs et nuls                                  | Blancs et nuls | 555          | 0,97         | 1 677       | 3,19        |  |
| Exprimés                          | Exprimés                                        | Exprimés       | 56 789       | 99,03        | 50 955      | 96,81       |  |
| Source : Le Monde du 25 juin 1968 |                                                 |                |              |              |             |             |  |

#### Deuxième circonscription (Choisy-le-Roi - Orly)
| Candidat           | Candidat                     | Parti          | Premier tour | Premier tour | Second tour | Second tour |  |
| Candidat           | Candidat                     | Parti          | Voix         | %            | Voix        | %           |  |
| ------------------ | ---------------------------- | -------------- | ------------ | ------------ | ----------- | ----------- |  |
|                    | Daniel Mallet                | UDR (URP)      | 24 149       | 40,49        | 26 670      | 48,24       |  |
|                    | Fernand Dupuy sortant réélu  | PCF            | 22 263       | 37,33        | 28 611      | 51,76       |  |
|                    | Pierre Ringuet               | PSU            | 4 561        | 7,65         |             |             |  |
|                    | Robert Oppenheim             | FGDS (SFIO)    | 3 992        | 6,69         |             |             |  |
|                    | Édouard Remise               | MPR            | 2 669        | 4,47         |             |             |  |
|                    | Mlle B. Schlesinger-Ruggieri | TD             | 2 009        | 3,37         |             |             |  |
|                    |                              |                |              |              |             |             |  |
| Inscrits           | Inscrits                     | Inscrits       | 75 120       | 100,00       | 75 121      | 100,00      |  |
| Abstentions        | Abstentions                  | Abstentions    | 14 774       | 19,67        | 18 073      | 24,06       |  |
| Votants            | Votants                      | Votants        | 60 346       | 80,33        | 57 048      | 75,94       |  |
| Blancs et nuls     | Blancs et nuls               | Blancs et nuls | 703          | 1,16         | 1 767       | 3,1         |  |
| Exprimés           | Exprimés                     | Exprimés       | 59 643       | 98,84        | 55 281      | 96,9        |  |
| Source : Data.gouv |                              |                |              |              |             |             |  |

#### Troisième circonscription (Ivry-Vitry)
|                    | Georges Gosnat sortant réélu | PCF            | 28 029 | 50,73  |  |  |  |
|                    | Roger Hantisse               | UDR (URP)      | 16 322 | 29,54  |  |  |  |
|                    | Robert Panhaleux             | CD (PDM)       | 4 055  | 7,34   |  |  |  |
|                    | Georges Lepage               | PSU            | 3 088  | 5,59   |  |  |  |
|                    | André Pachet                 | FGDS (SFIO)    | 2 740  | 4,96   |  |  |  |
|                    | Roland Charbonnier           | TD             | 1 016  | 1,84   |  |  |  |
|                    |                              |                |        |        |  |  |  |
| Inscrits           | Inscrits                     | Inscrits       | 69 427 | 100,00 |  |  |  |
| Abstentions        | Abstentions                  | Abstentions    | 13 601 | 19,59  |  |  |  |
| Votants            | Votants                      | Votants        | 55 826 | 80,41  |  |  |  |
| Blancs et nuls     | Blancs et nuls               | Blancs et nuls | 576    | 1,03   |  |  |  |
| Exprimés           | Exprimés                     | Exprimés       | 55 250 | 98,97  |  |  |  |
| Source : Data.gouv |                              |                |        |        |  |  |  |

#### Quatrième circonscription (Alfortville-Charenton)
| Candidat           | Candidat                       | Parti          | Premier tour | Premier tour | Second tour | Second tour |  |
| Candidat           | Candidat                       | Parti          | Voix         | %            | Voix        | %           |  |
| ------------------ | ------------------------------ | -------------- | ------------ | ------------ | ----------- | ----------- |  |
|                    | Alain Griotteray sortant réélu | RI (URP)       | 26 520       | 49,41        | 29 082      | 59,29       |  |
|                    | Jacques Denis                  | PCF            | 13 656       | 25,44        | 19 972      | 40,71       |  |
|                    | Dieudonné Duriez               | FGDS (Radical) | 5 194        | 9,68         |             |             |  |
|                    | Yves de Mellis                 | Modérés        | 3 948        | 7,36         |             |             |  |
|                    | René Modéré                    | PSU            | 3 409        | 6,35         |             |             |  |
|                    | Félix Chevreau                 | TD             | 943          | 1,76         |             |             |  |
|                    |                                |                |              |              |             |             |  |
| Inscrits           | Inscrits                       | Inscrits       | 68 085       | 100,00       | 68 289      | 100,00      |  |
| Abstentions        | Abstentions                    | Abstentions    | 13 810       | 20,28        | 17 485      | 25,6        |  |
| Votants            | Votants                        | Votants        | 54 275       | 79,72        | 50 804      | 74,4        |  |
| Blancs et nuls     | Blancs et nuls                 | Blancs et nuls | 605          | 1,11         | 1 750       | 3,44        |  |
| Exprimés           | Exprimés                       | Exprimés       | 53 670       | 98,89        | 49 054      | 96,56       |  |
| Source : Data.gouv |                                |                |              |              |             |             |  |

#### Cinquième circonscription (Créteil - Saint-Maur)
|                    | Pierre Billotte sortant réélu | UDR (URP)      | 31 073 | 50,23  |  |  |  |
|                    | Guy Chaffaud                  | PCF            | 13 724 | 22,19  |  |  |  |
|                    | François Garcia               | CD (PDM)       | 9 190  | 14,86  |  |  |  |
|                    | Pierre Genty                  | PSU            | 6 674  | 10,79  |  |  |  |
|                    | Jean Lafanechère              | TD             | 1 197  | 1,94   |  |  |  |
|                    |                               |                |        |        |  |  |  |
| Inscrits           | Inscrits                      | Inscrits       | 79 313 | 100,00 |  |  |  |
| Abstentions        | Abstentions                   | Abstentions    | 16 772 | 21,15  |  |  |  |
| Votants            | Votants                       | Votants        | 62 541 | 78,85  |  |  |  |
| Blancs et nuls     | Blancs et nuls                | Blancs et nuls | 683    | 1,09   |  |  |  |
| Exprimés           | Exprimés                      | Exprimés       | 61 858 | 98,91  |  |  |  |
| Source : Data.gouv |                               |                |        |        |  |  |  |

#### Sixième circonscription (Bry-sur-Marne - Champigny - Nogent)
|                    | Roland Nungesser sortant réélu | UDR (URP)      | 28 940 | 50,32  |  |  |  |
|                    | Louis Talamoni                 | PCF            | 14 597 | 25,38  |  |  |  |
|                    | Louis Bertet                   | CD (PDM)       | 5 923  | 10,3   |  |  |  |
|                    | Marcel Védrine                 | FGDS (SFIO)    | 3 571  | 6,21   |  |  |  |
|                    | Jacques Pietri                 | FN             | 3 071  | 5,34   |  |  |  |
|                    | Philippe Lassiaz               | TD             | 713    | 1,24   |  |  |  |
|                    | Jacques de Sury                | MPR            | 697    | 1,21   |  |  |  |
|                    |                                |                |        |        |  |  |  |
| Inscrits           | Inscrits                       | Inscrits       | 70 993 | 100,00 |  |  |  |
| Abstentions        | Abstentions                    | Abstentions    | 12 981 | 18,28  |  |  |  |
| Votants            | Votants                        | Votants        | 58 012 | 81,72  |  |  |  |
| Blancs et nuls     | Blancs et nuls                 | Blancs et nuls | 500    | 0,86   |  |  |  |
| Exprimés           | Exprimés                       | Exprimés       | 57 512 | 99,14  |  |  |  |
| Source : Data.gouv |                                |                |        |        |  |  |  |

#### Septième circonscription (Fontenay - Saint-Mandé - Vincennes)
| Candidat           | Candidat                          | Parti          | Premier tour | Premier tour | Second tour | Second tour |  |
| Candidat           | Candidat                          | Parti          | Voix         | %            | Voix        | %           |  |
| ------------------ | --------------------------------- | -------------- | ------------ | ------------ | ----------- | ----------- |  |
|                    | Robert-André Vivien sortant réélu | UDR (URP)      | 25 996       | 47,99        | 30 278      | 63,81       |  |
|                    | Louis Bayeurte                    | PCF            | 11 555       | 21,33        | 17 175      | 36,19       |  |
|                    | François Guérard                  | CD (PDM)       | 9 234        | 17,05        | Retrait     | Retrait     |  |
|                    | Charles Delaurent                 | FGDS (CIR)     | 3 149        | 5,81         |             |             |  |
|                    | Jean-Pierre Januard               | PSU            | 3 047        | 5,62         |             |             |  |
|                    | Elio Tamburini                    | TD             | 585          | 1,08         |             |             |  |
|                    | Jacques J. Bayon                  | Modérés        | 338          | 0,62         |             |             |  |
|                    | Jacques Durieux                   | Modérés        | 267          | 0,49         |             |             |  |
|                    |                                   |                |              |              |             |             |  |
| Inscrits           | Inscrits                          | Inscrits       | 67 934       | 100,00       | 67 934      | 100,00      |  |
| Abstentions        | Abstentions                       | Abstentions    | 13 290       | 19,56        | 17 805      | 26,21       |  |
| Votants            | Votants                           | Votants        | 54 644       | 80,44        | 50 129      | 73,79       |  |
| Blancs et nuls     | Blancs et nuls                    | Blancs et nuls | 473          | 0,87         | 2 676       | 5,34        |  |
| Exprimés           | Exprimés                          | Exprimés       | 54 171       | 99,13        | 47 453      | 94,66       |  |
| Source : Data.gouv |                                   |                |              |              |             |             |  |

#### Huitième circonscription (Boissy-Saint-Léger - Villeneuve-Saint-Georges)
| Candidat           | Candidat                         | Parti          | Premier tour | Premier tour | Second tour | Second tour |  |
| Candidat           | Candidat                         | Parti          | Voix         | %            | Voix        | %           |  |
| ------------------ | -------------------------------- | -------------- | ------------ | ------------ | ----------- | ----------- |  |
|                    | Jean-Marie Poirier sortant réélu | UDR (URP)      | 26 626       | 42,96        | 31 966      | 55,6        |  |
|                    | Maxime Kalinsky                  | PCF            | 18 392       | 29,68        | 25 525      | 44,4        |  |
|                    | Claude Cornette                  | CD (PDM)       | 6 845        | 11,04        |             |             |  |
|                    | Raymond Cuisinaud                | FGDS (SFIO)    | 4 621        | 7,46         |             |             |  |
|                    | Edmond Madaule                   | PSU            | 3 602        | 5,81         |             |             |  |
|                    | Marcel Gaudfroy                  | MPR            | 1 042        | 1,68         |             |             |  |
|                    | Daniel Derasse                   | TD             | 847          | 1,37         |             |             |  |
|                    |                                  |                |              |              |             |             |  |
| Inscrits           | Inscrits                         | Inscrits       | 77 792       | 100,00       | 77 787      | 100,00      |  |
| Abstentions        | Abstentions                      | Abstentions    | 15 159       | 19,49        | 18 013      | 23,16       |  |
| Votants            | Votants                          | Votants        | 62 633       | 80,51        | 59 774      | 76,84       |  |
| Blancs et nuls     | Blancs et nuls                   | Blancs et nuls | 658          | 1,05         | 2 283       | 3,82        |  |
| Exprimés           | Exprimés                         | Exprimés       | 61 975       | 98,95        | 57 491      | 96,18       |  |
| Source : Data.gouv |                                  |                |              |              |             |             |  |